# تری سمل
تری سمل (انگلیسی: Terry Semel؛ زادهٔ ۲۴ فوریهٔ ۱۹۴۳) اهالی کسب‌وکار اهل ایالات متحده آمریکا است.